# 妮琳·吉爾
妮琳·卡爾·吉爾（英語：Neelam Kaur Gill，1995年4月27日—）是一名英国女性時尚模特兒。她以在知名品牌巴寶莉、Abercrombie & Fitch和雜誌时尚上出現而為人所知。
吉爾來自英國一名印度裔錫克教家庭，祖父母從印度旁遮普移民到英國。

## 外部連結
- NEELAM KAUR GILL的Instagram帳戶